# Iwan Bakajew
Iwan Pietrowicz Bakajew (ros. Иван Петрович Бакаев, ur. 1887 we wsi Smorodino w guberni saratowskiej, zm. 25 sierpnia 1936 w Moskwie) – rosyjski socjaldemokrata i komunista. Funkcjonariusz Czeka, działacz RKP(b)/WKP(b).

## Życiorys
Miał wykształcenie podstawowe, od 1906 należał do SDPRR, 1917 sekretarz Piotrogrodzkiej Rady Delegatów Robotniczych i Żołnierskich. Od września 1919 do 1 września 1920 przewodniczący piotrogrodzkiej gubernialnej Czeki, od 1 września 1920 do 1921 pełnomocny przedstawiciel Czeki w Kraju Południowo-Wschodnim, 1922 kierownik odpowiedzialny Piotrogrodzkiej Okręgowej Komisji Pomocy Głodującym, później szef Zarządu Politycznego Leningradzkiego Okręgu Wojskowego i członek jego Rady Wojskowo-Rewolucyjnej, 1925-1926 przewodniczący Leningradzkiej Gubernialnej Komisji Kontrolnej RKP(b)/WKP(b). W latach 1925–27 związany z Lewicową Opozycją w RKP(b)/WKP(b). Od 31 grudnia 1925 do 14 listopada 1927 członek Centralnej Komisji Kontrolnej WKP(b), 18 grudnia 1927 na XV zjeździe WKP(b) wykluczony z partii wraz z innymi członkami opozycji. 1928 przywrócony w prawach członka WKP(b), do grudnia 1934 był zarządcą przedsiębiorstwa energetycznego w Moskwie.
Po zabójstwie Siergieja Kirowa w grudniu 1934 aresztowany, wykluczony z partii, 1935 skazany na 8 lat pozbawienia wolności, 24 sierpnia 1936 na I procesie moskiewskim skazany na śmierć przez Kolegium Wojskowe Sądu Najwyższego ZSRR "za przynależność do kontrrewolucyjnej organizacji terrorystycznej" i następnego dnia stracony. Skremowany w krematorium na Cmentarzu Dońskim, pochowany anonimowo.
13 czerwca 1988 zrehabilitowany.